# Paul Aler
Paul Aler (Sankt Vith, 9 november 1656 – Düren, 2 mei 1727) was een jezuïet, filoloog, pedagogisch auteur, toneelschrijver en dichter, afkomstig uit het hertogdom Luxemburg en actief in het Heilige Roomse Rijk.

## Levensloop
Aler volgde van 1673 tot 1676 les aan het Collegium Tricoronatum te Keulen en trad kort daarna binnen in de jezuïetenorde. Vanaf 1680 werd hij leraar aan het Keulse college waar hij verscheidene vakken gaf aan de leerlingen van alle klassen, van de laagste klassen tot de retorica. In 1685 onderbrak Aler zijn leraarschap om theologie te gaan studeren aan de Universiteit van Keulen.
In 1687 werd Aler tot priester gewijd. Van 1689 tot 1692 was hij leraar filosofie en van 1691 tot 1703 was Aler leraar moraaltheologie aan het Collegium Tricoronatum. Van 1703 tot 1713 was hij er rector. Hij bouwde er een theater waar zijn zelf geschreven drama's en tragedies werden opgevoerd.
Aler doceerde van 1713 tot 1717 theologie aan de Universiteit Trier. Vervolgens doceerde hij dit vak in Münstereifel (1717-1721). In 1721 werd Aler benoemd tot directeur van het college van Aken. Na een beroerte verbleef hij de laatste twee jaren van zijn leven in Düren waar hij in 1727 stierf.

## Werken
Zijn  hoofdwerk is het Gradus ad Parnassum, een pedagogisch werk over de literatuur, de muziek en de kunst in het algemeen. Verder schreef hij dertien drama's, geïnspireerd op de Heilige Schrift en de kerkgeschiedenis, in het Duits en het neolatijn.
Andere werken waren onder andere:
- Conclusiones ex universa philosophia, 3 delen, 1692
- Praxis poetica sive methodus quodcunque genus carminis facile et eleganter componendi, 1702
- Philosophia tripartita, 1710
- Dictionarium Germanico-Latinum, 1717